# Bournainville-Faverolles
Bournainville-Faverolles é uma comuna francesa na região administrativa da Normandia, no departamento de Eure. Estende-se por uma área de 7 km². Em 2010 a comuna tinha 485 habitantes (densidade: 69,3 hab./km²).